# Ушаков, Дмитрий Андреевич
Дми́трий Андре́евич Ушако́в (23 октября 1919, Архангельское, Харьковская область — 4 ноября 2011, Харьков) — советский офицер, Герой Советского Союза, участник Великой Отечественной войны в должности командира 48-го отдельного инженерно-сапёрного батальона 60-й инженерно-сапёрной бригада 7-й гвардейской армии Степного фронта, майор, историк и филолог, почётный доктор Харьковского национального университета имени В. Н. Каразина.

## Биография
Родился 23 октября 1919 года в селе Архангельское ныне Шебекинского района Белгородской области в крестьянской семье. Русский. В 1937 году окончил 10 классов. Работал директором неполной средней школы.
В РККА с 1939 года. Член ВКП(б) с 1940 года. В 1941 году окончил Черниговское военно-инженерное училище. Участник Великой Отечественной войны с июня 1941 года. Командир 48-го отдельного инженерно-сапёрного батальона (60-я инженерно-сапёрная бригада, 7-я гвардейская армия, Степной фронт) майор Д. А. Ушаков особо отличился при форсировании реки Днепр.
В конце сентября — начале октября 1943 года вверенный майору Д. А. Ушакову батальон построил семидесятиметровую эстакаду, обеспечив возможность наводки моста через реку на остров Глинск-Бородаевский Верхнеднепровского района Днепропетровской области Украинской ССР, а затем, когда немецкие «юнкерсы» трижды бомбили и разрушали переправу, воины-сапёры под командованием майора Д. А. Ушакова её восстанавливали, обеспечивая переброску войск на днепровский плацдарм.
Указом Президиума Верховного Совета СССР от 26 октября 1943 года за образцовое выполнение боевых заданий командования на фронте борьбы с немецкими захватчиками и проявленные при этом мужество и геройство майору Ушакову Дмитрию Андреевичу присвоено звание Героя Советского Союза с вручением ордена Ленина и медали «Золотая Звезда» (№ 1383).
С 1946 года Д. А. Ушаков — в запасе.
В 1952 году окончил отделение журналистики филологического факультета Харьковского государственного университета (ныне — Харьковский национальный университет имени В. Н. Каразина), а в 1956 — аспирантуру университета. После окончания аспирантуры работал преподавателем, доцентом кафедры истории КПСС. В 1959—1963 годах занимал должность директора Центральной научной библиотеки университета. До последних дней своей жизни был доцентом кафедры украиноведения Харьковского национального университета имени В. Н. Каразина.
Жил и работал в Харькове (Украина). Умер в ноябре 2011 года.

## Награды и звания
- Медаль «Золотая Звезда» Героя Советского Союза (№ 1383);
- орден Ленина;
- орден Красного Знамени;
- орден Суворова III степени;
- орден Отечественной войны I степени;
- орден Богдана Хмельницкого (Украина) I степени (30.04.2010);
- орден Богдана Хмельницкого (Украина) II степени;
- орден Богдана Хмельницкого (Украина) III степени (4.11.1998)[1];
- почётный доктор Харьковского национального университета имени В. Н. Каразина (2004).

## Память
- Похоронен в Харькове.